# 花亭街道
花亭街道是中华人民共和国江西省上饶市弋阳县下辖的一个街道办事处。

## 行政区划
花亭街道下辖以下村级行政区划单位：
花亭社区、甘家山分场生活区、花亭村、莲湖分场生活区、菡潭分场生活区、马鞍分场生活区和良种场分场生活区。